# Ali Usama Radżab
Ali Usama Radżab Hasan (arab. علي أسامه رجب حسن; ur. 8 maja 1994) – egipski zapaśnik walczący w stylu wolnym. Brązowy medalista mistrzostw Afryki w 2015 i 2016. Mistrz Afryki juniorów w 2012.